# Зенит-TTL
«Зени́т-TTL» — малоформатный однообъективный зеркальный фотоаппарат семейства «Зенит-12», разработанный на Красногорском механическом заводе (КМЗ) на основе фотоаппарата «Зенит-ЕМ» и выпускавшийся серийно с 1977 до 1985 года. Первая массовая камера КМЗ, в которой реализован TTL-экспонометр в сочетании с полуавтоматическим управлением экспозицией и индикацией в поле зрения видоискателя.

## Историческая справка
Для советского фотоаппаратостроения «Зенит-TTL» был прогрессивной моделью, собравшей множество новинок в одном корпусе. Наиболее важной из них был TTL-экспонометр, до этого уже использованный в менее массовых советских камерах «Зенит-16» и «Киев-15». Тем не менее, конструкция камеры мало отличается от линейки «Зенит-Е». В 1972 году под маркировкой «Зенит-TL-M» была выпущена опытная партия «Зенита-ЕМ» с несопряжённым TTL-экспонометром. Модель стала первым прототипом, который в 1976 году переработан в «Зенит-12М» с сопряжённым экспонометром и новым механизмом выдержек. В заводской документации новая камера встречается также под названиями «Зенит-электро» или «Зенит-электро-TTL», что отражает электромеханическое сопряжение экспонометра с органами управления. Первые серийные фотоаппараты маркировались полностью кириллицей: «Зенит-ТТЛ». 
Благодаря названию этого фотоаппарата, в СССР вместо термина «внутреннее светоизмерение» стала общепринятой международная аббревиатура TTL (англ. Through the Lens). На КМЗ камера выпускалась до 1985 года, всего в Красногорске собрано 1 632 212 штук. На Белорусском оптико-механическом объединении (БелОМО) в городе Вилейка (Белорусская ССР) выпуск «Зенит-TTL» продолжался с 1978 до 1982 года. За это время выпущено 274 000 фотоаппаратов, по другим данным выпуск составил около миллиона. На КМЗ с 1983 года на базе Зенит-TTL начат выпуск усовершенствованных моделей «Зенит-12» и «Зенит-12сд» («светодиодный»). Вместо чуствительного к ударам и тряске гальванометра для индикации использованы светодиоды. С 1983 до 1985 года на БелОМО выпускалась собственная версия «Зенита-12сд» под названием «Зенит-15».

## Особенности конструкции
Фотоаппарат первым из классических «Зенитов» получил невращающуюся головку выдержек с равномерной шкалой, позволившую реализовать полуавтоматическое управление экспозицией за счёт сопряжения с переменным резистором. Во всех предыдущих моделях головка выдержек вращается при взводе и срабатывании затвора. Одновременно из конструкции исключёна устаревшая регулировка опережения вспышки, и доступной осталась только X-синхронизация. Другими новшествами стали рулетка обратной перемотки и многощелевая приёмная катушка новой конструкции, облегчающие перезарядку.
В то же время, «Зенит-TTL» является ярким примером «косметической» модернизации, характерной для советского фотоаппаратостроения эпохи застоя. В конструкции использованы устаревшие технические решения, унаследованные от самого первого «Зенита», и ограничивающие функциональность. Прежде всего, это касается видоискателя, отображавшего всего 65% будущего кадра из-за слишком узкой рамы затвора, унаследованного ещё от скопированных с Leica II «Зорких». Сам затвор с горизонтальным ходом матерчатых шторок отрабатывал всего 5 автоматических выдержек, что для конца 1970-х считалось недостаточным даже для простейших камер. Выдержка синхронизации в 1/30 секунды делала невозможным использование «заполняющей» электронной вспышки вне помещения.
Самым слабым местом у ранних выпусков «Зенит-TTL» был слишком тёмный видоискатель, затрудняющий фокусировку. Изображение в окуляре было значительно темнее, чем в более старых моделях без TTL-экспонометра. Причиной был способ отбора света, унаследованный от модели «Зенит-16». Полупрозрачная передняя грань пентапризмы отражала в окуляр только часть света из объектива, а остальной световой поток проходил к сернисто-кадмиевому (CdS) фоторезистору «ФПФ-9-2». В более поздних модификациях, разработанных в 1982 году, удалось избавиться от этого недостатка размещением светоприёмника за окулярной гранью пентапризмы. Фотоаппарат с таким расположением фоторезисторов с 1983 года выпускался под названием «Зенит-12», но эти же изменения были внесены и в конструкцию базовой модели. Годом ранее «холодный башмак» был заменён «горячим» с дополнительным контактом бескабельной синхронизации вспышки.

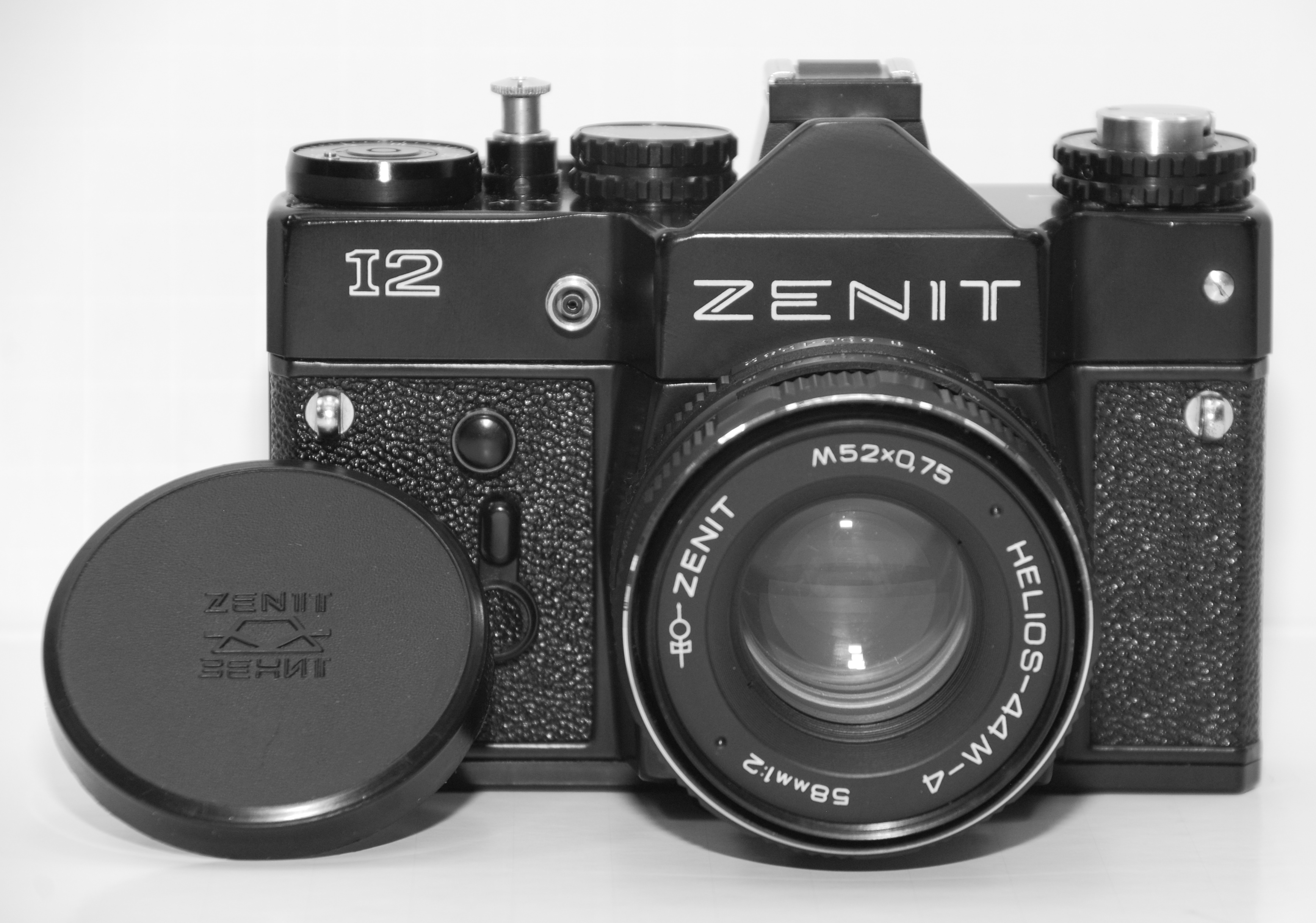
«Зенит-12»
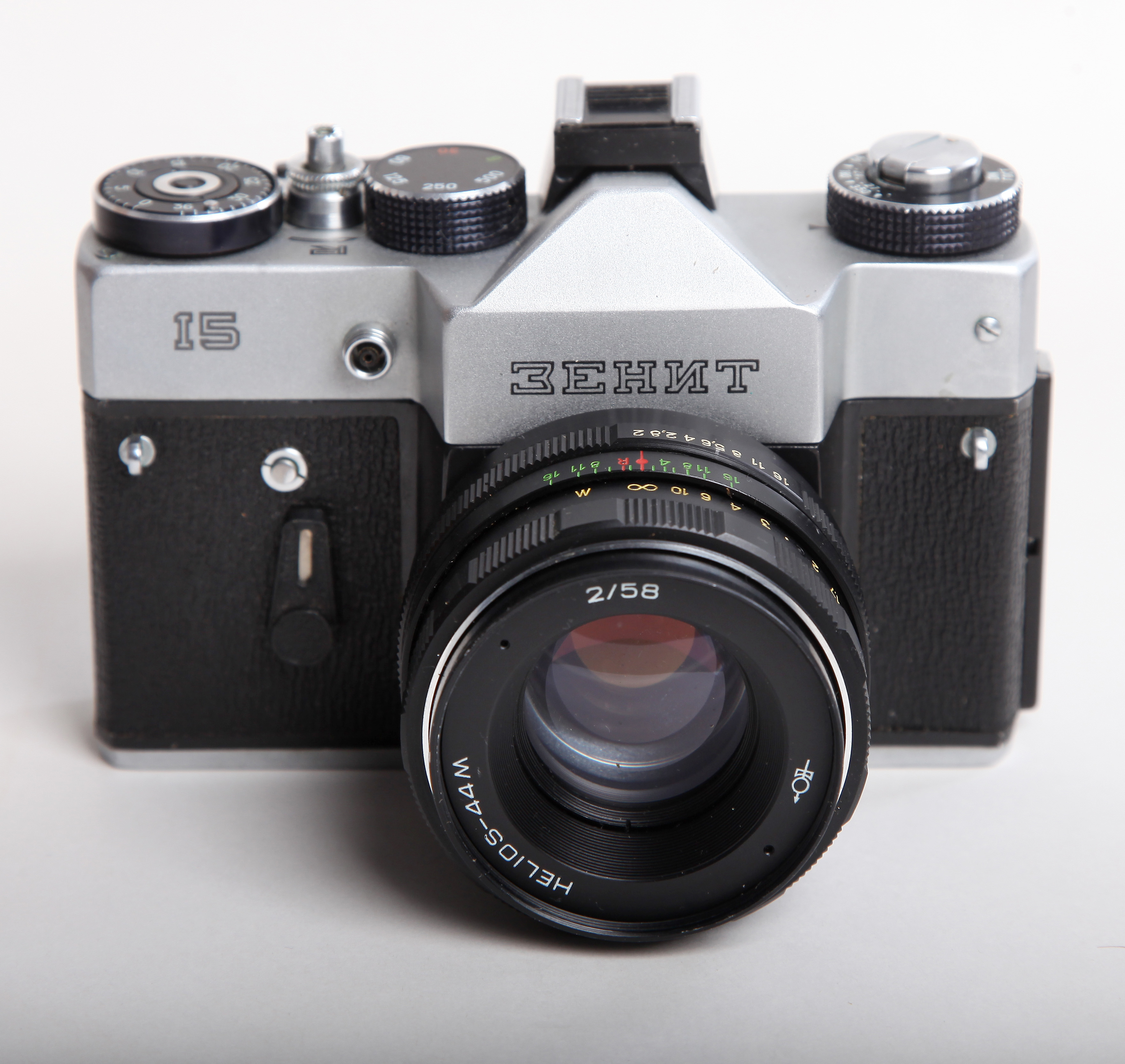
«Зенит-15» (БелОМО)

Наряду с этими недостатками был ещё один: это простейший механизм нажимной диафрагмы с приводом от спусковой кнопки. Из-за этого усилие на кнопке было значительно выше, чем в более ранних моделях «Зенит-3М» и «Зенит-Е», снижая устойчивость в момент съёмки. По всем этим параметрам «Зенит-TTL» уступал даже аппаратуре Восточного блока, например камерам «Praktica», снабжённым современным ламельным затвором и независимым приводом прыгающей диафрагмы. Модель 1969 года «Praktica LLC» измеряла экспозицию через объектив при открытой диафрагме, тогда как «Зенит-TTL» — только при её рабочем значении. Большинство любительских фотоаппаратов за рубежом уже снабжались автоматическим управлением экспозицией, а выпущенный четырьмя годами ранее в самом СССР «Киев-15» работал в режиме приоритета выдержки.

## Распространённость
В целом «Зенит-TTL» уступал предшественникам, обладавшим мягким спуском и не нуждавшимся в батарейках. Опытные фотографы предпочитали «Зенит-Е», благодаря чему он оставался на конвейере на 3 года дольше. Тем не менее, при полном отсутствии конкуренции с иностранной аппаратурой, на внутреннем рынке СССР «Зенит-TTL» пользовался популярностью, и даже был «модным». TTL-экспонометр был впервые использован в камере, выпускавшейся столь массовым тиражом, и оказался значительно точнее, чем несопряжённые экспонометры предыдущих моделей с внешним фотоэлементом. Это обстоятельство было решающим при съёмке на цветную обращаемую фотоплёнку, к этому моменту получившую популярность у фотолюбителей. Кроме того, советские аналоги, такие как «Киев-15», несмотря на превосходство по основным параметрам, уступали совместимостью оптики и ценой. «Зенит-TTL» мог работать с огромным парком резьбовых объективов, уже выпущенных к этому моменту в СССР и других странах. Представленный двумя годами позднее «Зенит-19» обладал более современной конструкцией, но стоил почти 300 рублей против 180 «Зенита-TTL» с объективом «Гелиос-44М». 
На западном рынке «Зенит-TTL» оказался конкурентоспособным за счёт очень низкой стоимости по сравнению с аналогами. Прочный литой корпус и объективы из настоящего оптического стекла в металлической оправе для фотолюбителей выглядели более солидно, чем дешёвые японские «зеркалки» с большим количеством пластмассы. Крупные партии фотоаппаратов поставлялись на экспорт, в том числе под названием «Cambron-TTL», присвоенным ей сетью Cambridge Camera Exchange в США. Существенную долю составлял рынок Великобритании, где велся агрессивный маркетинг и существовала развитая сеть гарантийного обслуживания TOE (англ. Technical & Optical Equipment Ltd). На британском рынке камера оказалась самой дешёвой из оснащённых TTL-экспонометром, продаваясь всего за 75 фунтов стерлингов. В каталоге «Neckermann Herbst/Winter 1981/82» (ФРГ) цена фотоаппарата «Зенит-TTL» с объективом «Гелиос-44М» составляла 229 марок ФРГ, тогда как самая дешёвая «дамская» модель EM из зеркальных камер Nikon стоила 499 марок.

## Семейство «Зенит-12»

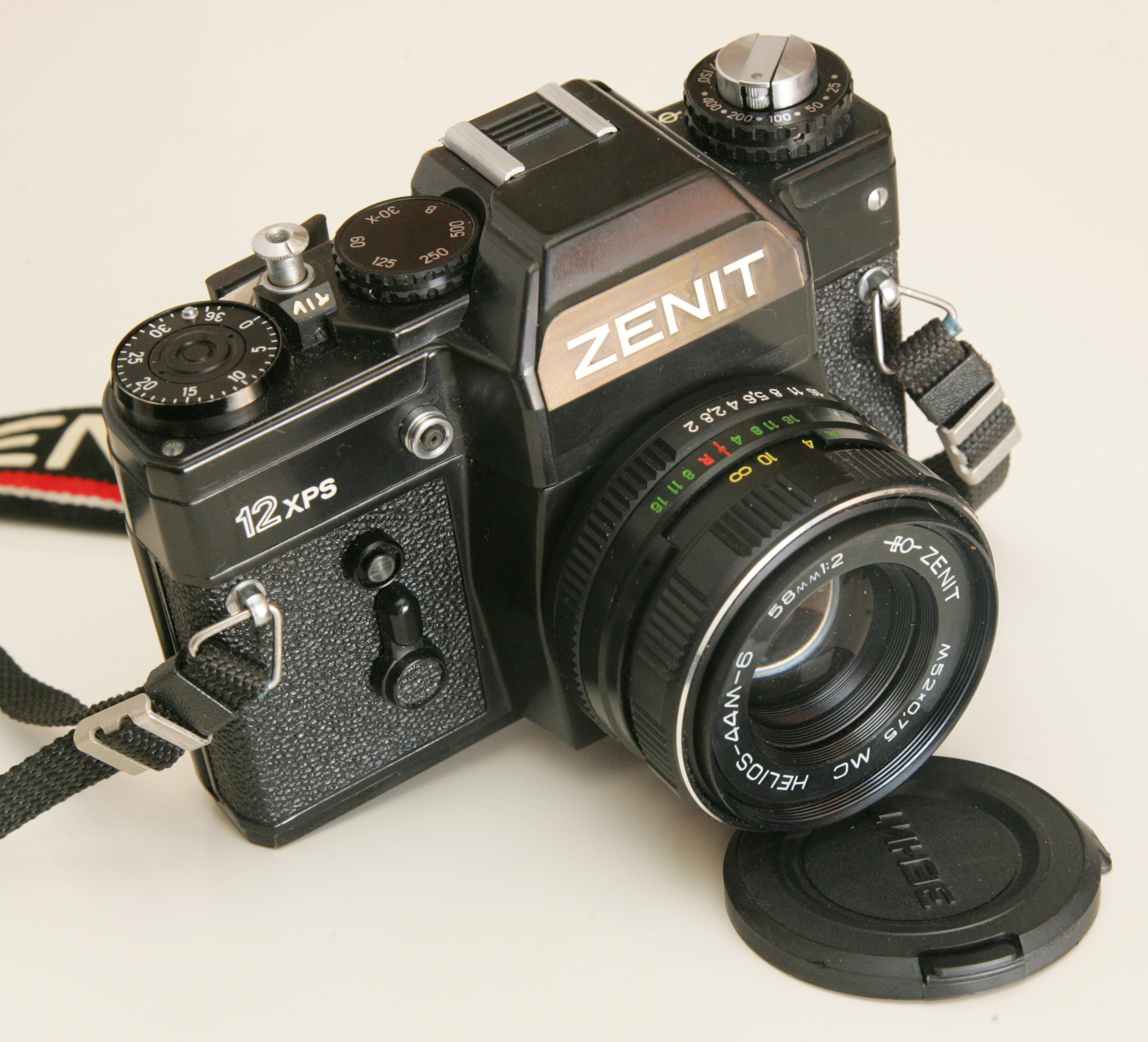
«Зенит-12xps» для «Фотоснайпера»

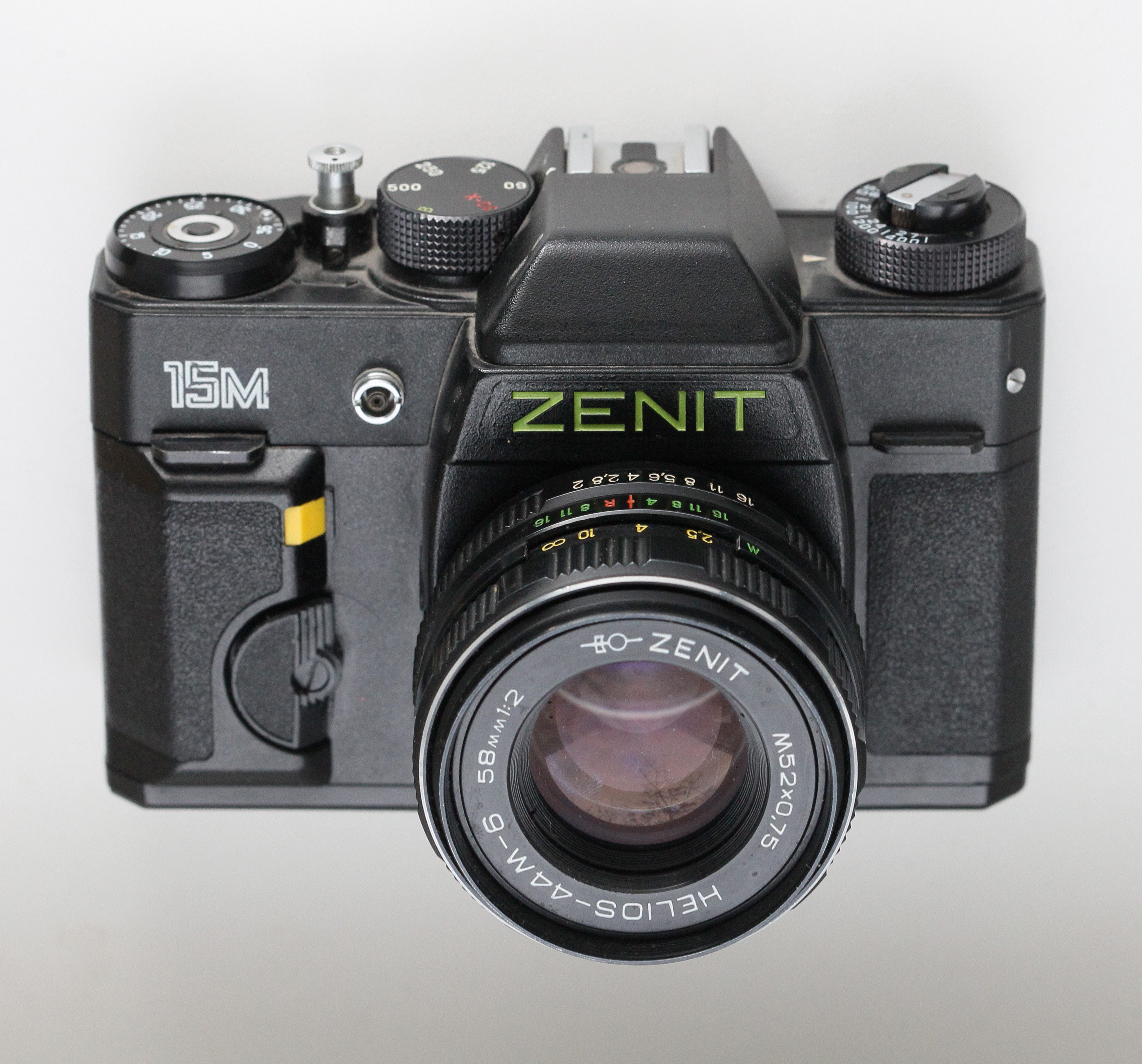
«Zenit-15М», БелОМО

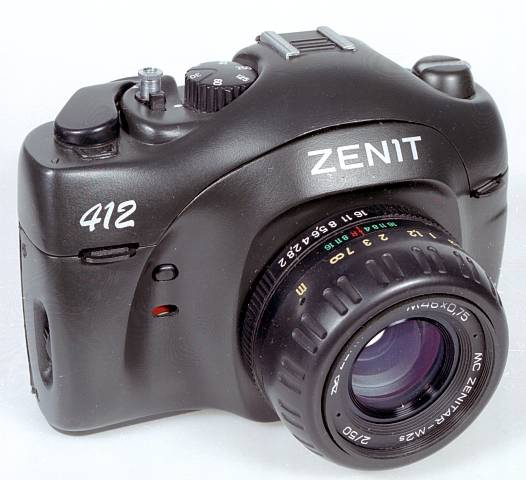
«Зенит-412dx»

«Зенит-TTL» стал базовой моделью для ряда фотокамер КМЗ, неофициально называемых «12-м семейством».
- «Зенит-12» — аналогичен «Зениту-TTL», но вместо «холодного башмака» оснащался «горячим». С 1983 года выпущен в количестве 80 000 штук[16]. Поставлялся по спецзаказам и на экспорт.
- «Зенит-12сд» — («сд» — светодиодный). Основное отличие от «Зенита-12» — замена стрелочного индикатора экспонометра двумя светодиодами. Источник питания — два элемента СЦ-32 (аналог — SR44). Более яркий видоискатель (изменено расположение фоторезисторов). Скрытый замок задней стенки, изменённая кнопка спуска и кнопка обратной перемотки плёнки, штативное гнездо по центру камеры.
- «Зенит-12xp» — («xp» — export) экспортный вариант «Зенита-12сд».
- «Зенит-12сдс» и «Зенит-12xps» — варианты тех же камер для комплектации «Фотоснайпера».
- «Зенит-15» — белорусский вариант «Зенит-12сд». Выпущен БелОМО ограниченной партией 4200 штук[15], и представляет коллекционную ценность.
- «Zenit-15М» усовершенствованная версия «Зенита-15», разработанная на БелОМО[30].
- «Zenit-12XS», «Zenit-21XS», «Zenit-12pro» — идентичны «Zenit-15M» и выпускались БелОМО с 1990 года[31].

В 90-х годах начат выпуск следующих моделей:
- «Зенит-122» — модернизация фотоаппарата «Зенит-12сд» («Зенит-12xp») — изменённый дизайн, индикатор работы экспонометрического устройства с тремя светодиодами, замена ряда металлических деталей пластмассовыми. На БелОМО с такой маркировкой выпускался «Зенит-15М»[32].
- «Зенит-122В» — фотоаппарат без автоспуска (КМЗ).
- «Зенит-122К» — с байонетом К (КМЗ).
- «Зенит-130» — модификация «Зенита-15М» (БелОМО).
- «Зенит-212k» — с байонетом К, изменённый дизайн, увеличенный диапазон выдержек (КМЗ).
- «Зенит-312m» — «Зенит-122» с изменённым дизайном (КМЗ).
- «Зенит-412DX» — модификация «Зенита-122», ввод светочувствительности по DX-коду (КМЗ).
- «Зенит-412LS» — последняя серийная модель линии. Модернизация фотоаппарата «Зенит-412DX», в части расширения диапазона воспринимаемых экспонометром значений светочувствительности плёнки по DX-коду.